# Vice-Premier ministre du Conseil des affaires de l'État de la république populaire de Chine
Le vice-Premier ministre du Conseil des affaires de l'État de la république populaire de Chine (chinois simplifié : 中华人民共和国国务院副总理 ; chinois traditionnel : 中華人民共和國國務院副總理 ; pinyin : Zhōnghuá Rénmín Gònghéguó Guówùyuàn Fùzǒnglǐ) est un membre important du gouvernement chinois dont l'objectif est d'assister le Premier ministre. En règle générale, le titre est porté par plusieurs personnes à la fois qui supervisent chacune plusieurs domaines de l'administration. Le premier vice-Premier ministre assure l'intérim en cas d'incapacité du Premier ministre.  

## Liste des vice-Premiers ministres
Les quatre vice-Premiers ministres en fonction depuis le 12 mars 2023 dans l'administration Xi-Li Qiang sont : 
| Rang | Portrait      | Nom           | Postes |
| ---- | ------------- | ------------- | --- |
| 1    | Ding Xuexiang | Ding Xuexiang | • Membre du Comité permanent du bureau politique du Parti communiste chinois • Supervise le développement, la réforme, la réforme institutionnelle                                  |
| 2    | He Lifeng     | He Lifeng     | • Membre du Bureau politique du Parti communiste chinois • Supervise les Affaires agricoles et rurales, la Lutte contre la pauvreté, les Ressources en eau et le Commerce extérieur |
| 3    | Zhang Guoqing | Zhang Guoqing | • Membre du Bureau politique du Parti communiste chinois • Supervise l'Éducation, la Santé et le Sport                                                                              |
| 4    | Liu Guozhong  | Liu Guozhong  | • Membre du Bureau politique du Parti communiste chinois • Supervise la Finance, la Science et Technologie, l'Industrie et le Transport                                             |

## Vice-Premiers ministres de 2018 à 2023
| Rang | Portrait    | Nom         | Postes |
| ---- | ----------- | ----------- | --- |
| 1    | Han Zheng   | Han Zheng   | • Membre du Comité permanent du bureau politique du Parti communiste chinois • Supervise la finance, le développement, la réforme, la terre, les ressources, le logement, le développement rural et urbain et la protection environnementale |
| 2    | Sun Chunlan | Sun Chunlan | • Membre du Bureau politique du Parti communiste chinois • Supervise l'éducation, la santé, le sport et la culture |
| 3    | Hu Chunhua  | Hu Chunhua  | • Membre du Bureau politique du Parti communiste chinois • Supervise l'agriculture, les ressources hydrauliques, le commerce et le tourisme                                                                                                  |
| 4    | Liu He      | Liu He      | • Membre du Bureau politique du Parti communiste chinois • Supervise l'industrie, le secteur bancaire, le transport et la sécurité sociale                                                                                                   |

### Vice-Premiers ministres de 2013 à 2018
| Rang | Portrait    | Nom         | Postes |
| ---- | ----------- | ----------- | --- |
| 1    | Zhang Gaoli | Zhang Gaoli | • Membre du Comité permanent du bureau politique du Parti communiste chinois • Supervise la finance, le logement, le développement rural et urbain et la protection environnementale |
| 2    | Liu Yandong | Liu Yandong | • Membre du Bureau politique du Parti communiste chinois • Supervise l'éducation, la santé, le sport et la culture                                                                   |
| 3    | Wang Yang   | Wang Yang   | • Membre du Bureau politique du Parti communiste chinois • Supervise l'agriculture, les ressources hydrauliques, le commerce et le tourisme                                          |
| 4    | Ma Kai      | Ma Kai      | • Membre du Bureau politique du Parti communiste chinois • Supervise l'industrie, le secteur bancaire, le transport et la sécurité sociale                                           |

### Vice-Premiers ministres de 1954 à 2013
- Première administration
- Seconde administration
- Troisième administration
- Administration Hu-Wen

|                  |                 |                 |
| Qian Qichen (2e) | Wu Bangguo (3e) | Wen Jiabao (4e) |

|            |                  |                  |
| Wu Yi (2e) | Zeng Peiyan (3e) | Hui Liangyu (4e) |

|                  |                  |
| Zeng Peiyan (2e) | Hui Liangyu (3e) |

|                  |                    |                  |
| Hui Liangyu (2e) | Zhang Dejiang (3e) | Wang Qishan (4e) |